# 莫里亞 (伊利諾伊州克勞福德縣)
莫里亞（英語：Morea）是位於美國伊利諾伊州克勞福德縣的一個非建制地區。該地的面積和人口皆未知。

## 地理
莫里亞的座標為38°55′56″N 87°37′56″W / 38.93222°N 87.63222°W，而該地的平均海拔高度為171米（即561英尺）。